# Dezincificação
A dezincificação é uma forma de corrosão seletiva que ocorre nas ligas de latão com mais de 15% de zinco. Ocorre principalmente em soluções salinas, com maior intensidade em meios ácidos. Essa corrosão consiste na migração do zinco na liga, restando uma liga reduzida a um material avermelhado, poroso, constituído de cobre quase puro e com baixa resistência mecânica. É comum encontrar nas regiões corroídas um resíduo branco, proveniente da oxidação do zinco.
Algumas formas empregadas para proteger as ligas de Cu-Zn contra esse tipo de corrosão inclui a adição de elementos como estanho, arsênico, antimômio e fósforo, que são tidos como inibidores da dezincificação. Outro método é induzir a melhor difusão do zinco no cobre através de tratamentos térmicos adequados para homogeneizar a liga e evitar a formação de sítios com alta concentração de zinco.

## Condições que favorecem a dezincificação
A dezincificação pode se concentrar em pequenas áreas ou se dar uniformemente em regiões maiores. É facilitada por algumas condições, como:
- contato com meios alcalinos ou ácidos;
- temperaturas elevadas;
- formação de películas porosas e permeáveis;
- baixa da velocidade relativa do fluido circulante.